# 21613 Шлехт
21613 Шлехт (21613 Schlecht) — астероїд головного поясу, відкритий 12 травня 1999 року.
Тіссеранів параметр щодо Юпітера — 3,533.